# 华南板块
 隐没带

 Alps  造山带
30
→ 相对于非洲板块的移动速度（毫米/Y）
华南板块，也称扬子板块、长江板块，是指从秦岭淮河到冲绳海槽这个巨大的稳定地区，是一块位于东亚的板块。在华南板块内部，又细分为扬子克拉通（即扬子陆块、华南地块）、华夏地块（学术界对是否存在华夏古陆有争议，因此有人称之为华南褶皱带），二者分界线为萍乡——绍兴断裂带、江南造山带。
华南板块包括中國南部，東面與沖繩板塊被沖繩海槽分隔，東北與阿穆尔板块在東海與黃海交接處相鄰，南面是巽他板塊和菲律賓板塊，北面和西面有歐亞大陸板塊，汶川大地震位於與後者邊界的龍門山斷層。
华南板块形成于罗迪尼亚超大陆750 Ma新元古代的解体。在志留纪，华南板块沿断层从冈瓦纳大陆上滑走。在盘古大陆形成过程中，华南板块是盘古大陆东边一个小而独立的大陆，并向北运动。在三叠纪，华南板块与华北板块相撞，与盘古大陆相连，并形成四川盆地。在新生代，华南板块受到印度板块和欧亚板块相撞的影响，发生了四川龙门山的抬升。:1–11它南部的运动沿红河断裂带相适应。

## 中英文名称的翻译
目前，地质学的中文术语与英文术语，对华南或扬子板块及陆块的习惯用名正好是反着的。在中文术语中，本板块常称为“华南板块”，并包括了扬子陆块（即扬子克拉通）与华夏地块（华夏陆块）等较小的陆地结构。而在英文中，则习惯将扬子陆块称为“华南陆块”（South China Continent），而华南板块则称为“扬子板块”（Yantze Plate）。 不过，“扬子克拉通”（Yangtze craton）这个名称中英文是一致的，因为其南邻的华夏地块无论如何不能算是一个克拉通。
华夏地块与扬子陆块接触带之间存在一条深大裂谷，后江西赣东南地段火山口喷发，岩浆流入将深大裂缝谷胶结填充，称华夏地区块。